# Ếch sừng mũi dài
Ếch sừng mũi dài (danh pháp khoa học: Megophrys nasuta) hay ếch sừng Malaya là một loài ếch có phạm vi phân bố hạn chế ở các khu vực rừng mưa phía nam Thái Lan và bán đảo Mã Lai đến Singapore, Sumatra và Borneo.
Loài này có chiều dài từ 100–120 mm. Chúng có màu sáng đến màu nâu sẫm trên bề mặt lưng với các kiểu màu khác nhau và chúng ngụy trang rất tốt với các tầng rừng. Họng có màu đen, nâu và đen khuếch tán vào màu vàng kem ở giữa dọc theo mặt bụng.
Loài này sinh sống chủ yếu ở các khu vực đất thấp ẩm ướt và mát mẻ đồng bằng và rừng bán montane giữa tầng lá rụng. Tiếng kêu của chúng to,vang. Chúng sinh đẻ ở suốit, con ếch cái gắn trứng vào mặt dưới của một phần hoặc toàn đá ngập nước. Loài này có thể nằm yên trên mặt đất rừng chờ đợi con mồi đi ngang qua, sau đó chúng đớp và nuối con mồi. Thức ăn của chúng gồm có các loài nhện, động vật gặm nhấm nhỏ, thằn lằn và loài ếch khác.